# Светло између океана (филм)
 „Светло између океана“ (енгл. The Light Between Oceans) филмска је романтична костимирана драма из 2016. Филм је режирао Дерек Сианфранс, који је написао и сценарио. Сценарио је заснован на истоименом роману аустралијске књижевнице М. Л. Стедман. 

## Кратак садржај
Филм приказује живот чувара светионика Тома (Мајкл Фасбендер) и његове жене Изабел (Алисија Викандер), који проналазе бебу насукану у чамцу на обали океана и одлучују да је тајно усвоје и представе као своју ћерку. Годинама касније пар случајно упознаје дететову праву мајку (Рејчел Вајс), што доводи до суочавања са моралном дилемом, открити истину или сачувати тајну.

## Продукција
Снимање филма је започето у септембру 2014. на локацијама у Аустралији и на Новом Зеланду. Фасбендер и Викандер су по жељи редитеља живели заједно шест недеља. Њих двоје су на снимању започели љубавну везу. Филм је премијерно приказан на 73. Филмском фестивалу у Венецији 1. септембра 2016. Остварење је поделило филмске критичаре и тренутно на сајту Ротен томејтос има 60 посто позитивних филмских рецензија, заснованих на 178 рецензија, са просечном оценом од 6,2/10.

## Улоге
| Глумац           | Улога                    |
| ---------------- | ------------------------ |
| Мајкл Фасбендер  | Том Шерберн              |
| Алисија Викандер | Изабел Грејсмарк Шерберн |
| Рејчел Вајс      | Хана Ренфелдт            |
| Брајан Браун     | Септимус Потс            |
| Џек Томпсон      | Ралф Едикот              |